# Steve Gordon
Pour les articles homonymes, voir Gordon.
Steve Gordon est un scénariste, un réalisateur et un producteur américain né le 10 octobre 1938 à Chester (Pennsylvanie) et mort le 27 novembre 1982 à New York (État de New York).

## Biographie
Steve Gordon grandit dans la banlieue de Toledo (Ohio) et fait ses études à l'Université d'État de l'Ohio.
Il commence sa carrière en écrivant des publicités pour des agences situées à San Francisco et New York.

## Filmographie

### Cinéma
- 1978 : The One and Only de Carl Reiner (scénario et production)
- 1981 : Arthur (scénario et réalisation)

### Télévision
- 1973-1974 : Lotsa Luck (2 épisodes)
- 1974 : The New Dick Van Dyke Show (1 épisode)
- 1974 : Paul Sand in Friends and Lovers (2 épisodes)
- 1974 : Chico and the Man (1 épisode)
- 1975 : Barney Miller (1 épisode)
- 1976-1977 : The Practice (en) (scénario de 27 épisodes, production de la série)
- 1980 : Good Time Harry (scénario de 6 épisodes, réalisation de 5 épisodes, production de la série)

## Distinctions

### Récompenses
- Writers Guild of America Awards 1982 : Meilleur scénario original pour Arthur

### Nominations
- Oscars du cinéma 1982 : Oscar du meilleur scénario original pour Arthur